# Триплатинапенталютеций
Триплатинапенталютеций — бинарное неорганическое соединение
платины и лютеция
с формулой Lu5Pt3,
кристаллы.

## Получение
- Сплавление стехиометрических количеств чистых веществ:

{\displaystyle {\mathsf {3Pt+5Lu\ {\xrightarrow {1600^{o}C}}\ Lu_{5}Pt_{3}}}}

## Физические свойства
Триплатинапенталютеций образует кристаллы
гексагональной сингонии,
пространственная группа P 63/mcm,
параметры ячейки a = 0,8183 нм, c = 0,6155 нм, Z = 2,
структура типа трисилицида пентамарганца Mn5Si3
.
Соединение образуется по перитектической реакции при температуре ≈1600°С .